# Pakucs János
Pakucs János (Budapest, 1940. május 1. –) magyar mérnök, pénzügyi szakember, közgazdasági doktor, vállalatvezető, illetve menedzser. Szakmai pályafutása során kiemelt szerepet kapott a kutatásfejlesztés és az innováció.
A problémákat nem megoldani, hanem megelőzni kell.

## Szakmai útja
A győri Czuczor Gergely Bencés Gimnáziumban érettségizett 1958-ban, majd a Budapesti Műszaki és Gazdaságtudományi Egyetemen okleveles erősáramú villamosmérnökként diplomázott (1965). A villamosiparban kezdett dolgozni művezetőként, tervezőként és szerelésvezetőként, eközben a Budapesti Műszaki és Gazdaságtudományi Egyetemen gazdaságmérnökként végzett (1970). 1973-tól az MTA Központi Fizikai Kutatóintézetben gazdasági vezető, majd szakközgazdászként végez a Marx Károly Közgazdaságtudományi Egyetemen (1978), ugyanitt 1979-ben közgazdasági doktori címét szerez vállalati szervezés és irányítás szaktudományból.
1980–1990 között az ország legnagyobb ipari kutatóintézetének, a Magyar Szénhidrogénipari Kutató Fejlesztő Intézetnek egyik létrehozója és az ügyvezető igazgatója. 1990–2010 között az OLAJTERV Zrt, majd az OLAJTERV-Holding Kft. ügyvezető igazgatója, ezután a cégcsoportnál (ma OT Industries Zrt.) vállalt különböző vezető tisztségeket, jelenleg is itt tevékenykedik.
Munkahelyein vezető menedzserként főként az üzleti, gazdasági és pénzügyi területeket irányította és az általános működésért volt felelős, de minden vállalatnál kiemelten fontosnak tartotta a kutatás fejlesztés szervezését, és az adott cég innovációra alapozott működését, növekedését. Munkássága során kiemelten képviselte a műszaki felsőoktatást, a szellemi tulajdon védelmét és az innovációt. Kezdeményezésére jött létre a Magyar Innovációs Szövetség (1990). Az Országos Ifjúsági Tudományos és Innovációs Verseny szervezésével (1991), az Innofórum Szellemi Termékbörze életre hívásával, a Magyar Innovációs Nagydíj pályázat elindításával (1992) döntő szerepet vállalt a kreatív szellemű gondolkodás elterjesztésében, az innovációs szemlélet kialakításában.
A közéletben az „innováció atyjaként” emlegetik.
1991-től az akkori Országos Műszaki Fejlesztési Bizottság tagja, és azóta is a ciklikusan változó innovációs közélet meghatározó alakja. 2015-től a Nemzeti Kutatási, Fejlesztési és Innovációs Hivatal mellett működő Innovációs Testület elnöke.
1987–1997-ig a BME meghívott előadója, 1994-től a BME Társadalmi Szenátusának létrehozója majd elnöke, 1995-től a BME mellett működő Pro Progressio Alapítvány alapító elnöke (az alapítvány évi 1000–1500 kiemelkedő képességű tehetséges fiatal hallgatót és oktatót részesít ösztöndíjban). Törekvései és eredményei elismeréseként 2014. május 31-én az Egyetem Szenátusa tevékenységéért a Budapesti Műszaki és Gazdaságtudományi Egyetem Díszpolgári címét adományozta részére.
Fiatal korától kezdve versenyszerűen sportolt, jelenleg is szeniorversenyző (úszás, öttusa, tenisz, sízés, kerékpár). Húsz évig a Magyar Öttusa Szövetség általános alelnöke. 2004 óta tagja a MOB-nak és a MOB felügyelőbizottságának. Számos sporteseményt szervezett, többek között az első magyarországi Nemzetközi sakknagymester-versenyt (1985) és az évtized sporteseményének minősített 1999-es margitszigeti Öttusa Világbajnokságot.
Eddigi pályája során több mint 110 publikációja, tanulmánya jelent meg, ezen kívül több könyv, jegyzet, tanulmány szerzője, illetve szerkesztője. Széles körű közéleti tevékenysége részeként 2003-ban megalapította a több száz fősre növekedett Baross Gábor Nemzeti Gazdaságpártoló Társaságot (alapító elnöke volt 2003-2011), és mint az alapítvány elnöke megszervezte és irányította a Nemzeti Konzultációt, alapító tagja a Széll Kálmán Alapítványnak, valamint számos szakmai és társadalmi szervezet aktív tagja.

## Magánélet
Nős, három gyermek édesapja, felesége Dr. Somos Éva orvos. A munkája és a sport a szenvedélye.

## Szakmai tisztségek
- Igazságügyi szakértő (villamos) Pest megyei és Fővárosi Bíróság (1969–)
- BME meghívott előadó (1987–1997)
- VEGYÉPSZER RT. Felügyelő Bizottság elnöke (1998–2004)
- Semmelweis Innovációs Tanácsadó Kft. FB elnöke (2006–2010)
- BME Gazdasági Tanács tagja (2006–2010)
- DHB Investment Zrt. FB elnök (2010–)
- MTA Vagyonkezelő Testület tagja (2014–)

## Társadalmi tisztségek
- BME Társadalmi Szenátus tagja, elnöke (1996–2006)
- Magyar Gyáriparosok és Munkaadók Országos Szövetsége elnökségi tagja (2000–), alelnöke (2003–2008)
- A Baross Gábor Nemzeti Gazdaságpártoló Társaság tagja (alapító elnöke 2003-2011), Széll Kálmán Alapítvány tagja
- Nemzeti Konzultációs Alapítvány elnöke (2004–)
- Magyar Tehetséggondozó Tanács ill. Szövetség alapító alelnöke (2006–)

## Innovációs szakmai tevékenység
- Magyar Innovációs Szövetség alapító elnöke (1990–), tiszteletbeli elnöke (2007–)
- Manager Képzés Alapítvány alapítója és a kuratórium tagja (1991–)
- Magyar Mérnök Kamara alapító tagja (1994–)
- Országos Műszaki Fejlesztési Bizottság tagja (1991–1994)
- INNOSTART Nemzeti Üzleti Innovációs Központ Alapítvány Kuratórium alapító elnöke (1994–)
- BME Pro Progressio Alapítvány alapító elnöke (1996–)
- Miniszterelnöki Tudományos Tanácsadó Testület tagja (1999–2002)
- Kármán Tódor-díj kuratórium elnöke (2000–2012)
- Szellemi Tulajdonvédelmi Tanács, ill. Szellemi Tulajdon Nemzeti Tanács tagja (2001-)
- Magyar Mérnökakadémia tagja (2004–)
- Magyar Innovációs Alapítvány kuratórium tagja (2004–)
- Kutatási és Technológiai Innovációs Tanács tagja (2007–2010)
- Nemzeti Kutatási Innovációs és Tudománypolitikai Tanács tagja (2011–2014)
- NGM Intelligens Szakosodási Stratégia tanácsadó Testület tagja (2014–)
- Nemzeti Kutatási, Fejlesztési, Innovációs Hivatal mellett működő Innovációs Testület elnöke (2015–)

## Tisztségei a sportéletben
- Magyar Öttusa Szövetség általános alelnöke (2000–2009), tiszteletbeli alelnöke (2009–)
- Gróf Teleki László Lovasklub alapítója és elnöke (2004–2010)
- Magyar Olimpiai Bizottság tagja, FB elnökhelyettese (2004–)
- Budapesti Olimpiáért Mozgalom (BOM) alapító tagja (2005–)

## Munkahelyei
- Villamosipar – művezető, tervező, szerelésvezető (1965–1973)
- MTA Központi Fizikai Kutatóintézet – gazdasági vezető (1973–1980)
- Magyar Szénhidrogénipari Kutató Fejlesztő Intézet – ügyvezető igazgató (1980–1990)
- Transmitter Kft. – ügyvezető igazgató (1990–)
- OLAJTERV Fővállalkozó és Tervező Zrt. – ügyvezető igazgató (1990–2006)
- OLAJTERV-Holding Kft. – ügyvezető igazgató (2000–2012)
- OTF Fővállalkozó Zrt. FB tagja (2002–2010)
- OLAJTERV Zrt. és OTF Zrt. – elnök vezérigazgató tanácsadó (2007–2010)
- OLAJTERV Szolgáltató Kft. /2014-től OT Industries Eszközhasznosító Kft. – ügyvezető (2011–)

## Díjai
- Hevesi Gyula-díj (1984)
- Gábor Dénes-díj (1994)
- GENIUS-díj (1996)
- BME Egyetemi Tanács tiszteletbeli tagja (1998)
- Magyar Köztársaság Érdemrend tisztikereszt (1999)
- Köztársasági Elnöki Érdemérem (2005)
- Magyar Gazdaságért-díj (2007)
- Honoris Causa Pro Scientia (OTDT) (2009)
- Pro Universitate (BME) (2010)
- A Magyar Köztársasági Érdemrend középkeresztje (2010)
- Jedlik Ányos Honoric Causa (2014)
- BME Díszpolgár (2014)

## Könyvei szerkesztőként
- III. Hungarofil férfi egyéni sakkvilágbajnoki zónaközi döntő (Magánkiadás, 1987)[1]
- Baross Gábor Nemzeti Gazdaságpártoló Társaság 2003-2008 (Baross Gábor Gazdaságpártoló Társaság, 2008)[2]
- Az innovációs folyamatok szervezése (2006)[3]
- Tudománytól a mindennapok gyakorlatáig (2007)
- Az OLAJTERV – 50 éves album

## Publikációk
- http://www.magyarszemle.hu/cikk/20060101_innovacio_es_gazdasagi_novekedes Archiválva 2016. március 6-i dátummal a Wayback Machine-ben
- http://www.magyarszemle.hu/cikk/20071230_adaptacio_vagy_innovacio Archiválva 2020. július 12-i dátummal a Wayback Machine-ben
- http://www.inco.hu/inco2/innova/cikk1.htm
- http://www.polgariszemle.hu/?view=v_article&ID=217%5B%5D

## Videók
- https://www.youtube.com/watch?v=2AKEVgPck98&feature=youtu.be
- https://www.facebook.com/THEDBHGROUP/videos/664264346960390/
- https://web.archive.org/web/20160410031640/http://www.tehetsegsav.hu/taxonomy/term/32
- https://web.archive.org/web/20160305012801/http://www.yourepeat.com/watch/?v=GF-oG5FlqjI